# Fußball-Südasienmeisterschaft der Frauen
Die Fußball-Südasienmeisterschaft der Frauen, engl.: South Asian Football Federation Women's Cup (SAFF Women's Cup), ist ein seit 2010 alle 2 Jahre ausgetragenes Fußballturnier der South Asian Football Federation zur Ermittlung des offiziellen Südasienmeisters im Frauenfußball. Teilnahme berechtigt sind die sieben aktuellen Mitgliedsverbände der SAFF. Die Mannschaft von Afghanistan wechselte 2018 den Verband und nimmt nun an der Zentralasienmeisterschaft teil.

## Erstteilnahmen
Folgend alle Nationalmannschaften, die bisher an diesem Turnier teilgenommenen haben.
- Fett geschriebene Mannschaften wurden bei ihrer ersten Teilnahme Südasienmeister.
- Kursiv geschriebene Mannschaften waren bei ihrer ersten Teilnahme Ausrichter.

| Jahr(e)   | Erstteilnehmer       | Erstteilnehmer       | Erstteilnehmer       | Erstteilnehmer       |
| --------- | -------------------- | -------------------- | -------------------- | -------------------- |
| 2010      | Afghanistan          | Bangladesch          | Bhutan               | Indien               |
| 2010      | Malediven            | Nepal                | Pakistan             | Sri Lanka            |
| 2012–2024 | keine Erstteilnehmer | keine Erstteilnehmer | keine Erstteilnehmer | keine Erstteilnehmer |

## Die Turniere im Überblick
| Pakistan | Bangladesch |

| Afghanistan | Sri Lanka |

| Sri Lanka | Bangladesch |

| Nepal | Malediven |

| Bangladesch | Sri Lanka |

| Bhutan | Indien |

| Bhutan | Indien |

### Rangliste
| Rang                  | Land        | Titel | Jahr(e)                      | 2. Platz |   | Finale | Halbfinale |
| --------------------- | ----------- | ----- | ---------------------------- | -------- | - | ------ | ---------- |
| 1                     | Indien      | 5     | 2010, 2012, 2014, 2016, 2019 |          | 5 | 7      |            |
| 2                     | Bangladesch | 2     | 2022, 2024                   | 1        | 3 | 6      |            |
| 3                     | Nepal       |       |                              | 6        | 6 | 7      |            |
| 4                     | Sri Lanka   |       |                              |          |   | 3      |            |
| 5                     | Bhutan      |       |                              |          |   | 2      |            |
| 6                     | Afghanistan |       |                              |          |   | 1      |            |
|                       | Malediven   |       |                              |          |   | 1      |            |
|                       | Pakistan    |       |                              |          |   | 1      |            |
| Jeweilige Rekordmarke |             |       |                              |          |   |        |            |

## Ewige Tabelle
| 1.                                                    | Indien      | 7 | 30 | 25 | 2 | 3  | 157 | 16  | +141 | 77 | 2,57 |
| 2.                                                    | Nepal       | 7 | 32 | 23 | 2 | 7  | 133 | 23  | +110 | 71 | 2,22 |
| 3.                                                    | Bangladesch | 7 | 27 | 16 | 2 | 9  | 74  | 37  | +37  | 50 | 1,85 |
| 4.                                                    | Sri Lanka   | 7 | 22 | 7  | 1 | 14 | 20  | 64  | −44  | 22 | 1    |
| 5.                                                    | Pakistan    | 5 | 15 | 5  | 1 | 9  | 23  | 53  | −30  | 16 | 1,07 |
| 6.                                                    | Bhutan      | 7 | 21 | 3  | 2 | 16 | 26  | 97  | −71  | 11 | 0,52 |
| 7.                                                    | Malediven   | 7 | 21 | 3  | 2 | 16 | 14  | 100 | −86  | 11 | 0,52 |
| 8.                                                    | Afghanistan | 4 | 12 | 1  | 2 | 9  | 10  | 67  | −57  | 5  | 0,42 |
| Stand: Nach dem Finale der Südasienmeisterschaft 2024 |             |   |    |    |   |    |     |     |      |    |      |